# صبية طيبون
صبية طيبون (بالفرنسية: De si braves garçons) هي رواية للكاتب الفرنسي الحائز على جائزة نوبل للأدب، باتريك موديانو، نُشرت لأول مرة سنة 1982 عن دار غاليمار ضمن سلسلة "النشرة البيضاء" (Collection Blanche)، وتُرجمتها دانيال صالح  إلى العربية سنة 2016 بعنوان "صبية طيبون" عن مشروع كلمة للترجمة. تستحضر الرواية، بأسلوب موديانو المعتاد، أجواء الطفولة والذاكرة والهوية والحنين، وتدور حول تجربة الحياة في مدرسة داخلية تعكس فقدان البراءة والاغتراب الوجودي.

## نبذة عن الرواية
تدور أحداث الرواية حول الراوي الذي يسترجع سنوات مراهقته التي قضاها في مدرسة داخلية صارمة تقع في الريف الفرنسي، حيث كان "الصبية الطيبون" يُلقَّنون الطاعة والانضباط. لكن خلف هذه الواجهة من الأخلاق والتربية، يخفي كل تلميذ قصة مختلفة، وبعضهم على علاقة برجال عصابات أو عوائل مضطربة. يستعيد الراوي أسماء زملائه وسلوكياتهم، وينتقل في سرده بين الماضي والحاضر، باحثًا عن معنى لما عاشه ولما أصبح عليه.تُقدم الرواية بناءً مفككًا للزمن، حيث لا تتبع الأحداث ترتيبًا خطيًا، بل تُروى على شكل شذرات من الذاكرة، مما يُضفي طابعًا حلميًا على النص ويعكس افتتان موديانو بالمنسي والهامشي.

## تحليل ونقد
تشكل رواية صبية طيبون جزءًا من المشروع السردي لموديانو الذي يتمحور حول استكشاف الهوية الفردية عبر نبش الذاكرة الشخصية والجماعية. تلعب المدرسة الداخلية في الرواية دورًا رمزيًا باعتبارها فضاء مغلقًا يعكس المجتمع المصغّر، حيث تُعاد صياغة مفاهيم الطاعة والانتماء والانفصال عن العائلة.يلجأ موديانو إلى لغة مقتضبة وتوصيفات ضبابية، ويُبقي بعض الشخصيات والأحداث غامضة عمدًا، ما يجعل القارئ في حالة بحث دائم عن المعنى. كما تبرز في الرواية سمات من السيرة الذاتية، إذ يُحيل الراوي إلى تجارب موديانو نفسه في المدارس الداخلية بعد وفاة والدته وغياب والده.نُظر إلى الرواية على أنها محاولة للكشف عن الندوب التي تتركها مؤسسات التربية الصارمة في نفوس الشباب، وهي تمثل من هذا الجانب نقدًا مبطنًا للمنظومة التربوية الفرنسية في خمسينيات القرن العشرين.

## الشخصيات
- الراوي: شخصية بدون اسم، يعيد عبر الرواية سرد ذكرياته في المدرسة الداخلية، ويسعى إلى فهم ذاته وماضيه.
- شوتز (Schutz): مدير المدرسة، رجل غامض وحاد الطباع، يمارس سلطته بصرامة، وهو رمز للسلطة الأبوية القمعية.
- كريستاني (Christiani): تلميذ سابق وُطدت علاقته بالراوي، له ماضٍ إجرامي محتمل.
- لافاج (Lavage): تلميذ آخر يُظهر تمردًا ضمنيًا، ويبدو أنه يعيش صراعًا داخليًا مع السلطة.
- ماندو (Mando): تلميذ يتورط في أحداث مريبة، يُلمح إلى ارتباطه بعالم الجريمة.